# Viften
 For alternative betydninger, se Viften (flertydig). (Se også artikler, som begynder med Viften)
Viften er et kulturhus i Rødovre Kommune, og en af Rødovres to biografer. Huset ligger tæt op ad Rødovre Centrum, bibliotek og rådhus. Viften byder på koncerter, teater, comedy mm. samt film i biografen, og har siden 1989 leveret kultur til folket og ligger på kanten af København på Rødovre Rådhusplads. Arne Jacobsen tegnede Rødovre Rådhus og Rødovre Bibliotek. Viften er tegnet af Dissing+Weitling, der videreførte Arne Jacobsens tegnestue.
Viften åbnede den 1. oktober 1989, hvorved der igen blev biografdrift i Rødovre, efter at Islev Bio var lukket tidligere på året.